# Berneuil (Somme)
Berneuil település Franciaországban, Somme megyében. Lakosainak száma 274 fő (2022. január 1.). Berneuil Domart-en-Ponthieu, Gorges, Lanches-Saint-Hilaire, Fieffes-Montrelet, Pernois és Saint-Léger-lès-Domart községekkel határos.

## Népesség
A település népességének változása:
| Lakosok száma | 262  | 260  | 259  | 257  | 265  | 264  | 263  | 268  | 274  |
|               | 2013 | 2015 | 2016 | 2017 | 2018 | 2019 | 2020 | 2021 | 2022 |